# Leila Abashidze
Leila Abashidze (en georgiano: ლეილა აბაშიძე; 1 de agosto de 1929 – 8 de abril de 2018) fue una actriz, directora de cine y guionista georgiana. Fue una de las actrices más conocidas en la Unión Soviética y Georgia. Fue condecorada con la distinción de Artista meritoria de Georgia, Artista de Pueblo de Georgia, la Orden de la Bandera Roja del Trabajo, así como los premios de festivales en Europa y Asia, y tiene su propia estrella honoraria frente al cine Rustaveli en la avenida Rustaveli de Tiflis, Georgia. Durante su carrera, fue considerada como la "Mary Pickford de la URSS".

## Biografía
En 1951, Abashidze se graduó del Instituto Teatral Rustaveli de Tiflis, Georgia. Trabajó en el estudio cinematográfico "Kartuli Pilmi" desde 1940 y fue miembro del sindicato de cinematógrafos desde 1958.
Abashidze debutó en la gran pantalla de niña junto a Nato Vachnadze en "Kajana" (1941), pero fue la exitosa comedia romántica "La Libélula" (1954) la que la popularizó en toda la Unión Soviética y Europa. Posteriormente, apareció en otra comedia popular, "El Chatarrero" (1956). Después de todo esto, se la relacionó con las comedias, pero este estereotipo se desvaneció tras protagonizar el aclamado drama histórico "Maia Tskneteli" (1959). Uno de sus mayores éxitos comerciales fue el drama "Encuentro con el Pasado" (1966), por el cual, en 1968, fue premiada en el Festival de Cine de Leningrado como Mejor Actriz. También alcanzó mayor fama tras su participación en el drama trágico "Khevisberi Gocha" (1964) y en una de las comedias románticas más populares, "Encuentro en las Montañas" (1966).
Fue la guionista de "Anticipación" (1970) y "El Silencio de las Torres" (1978). Fue directora, guionista y actriz principal de "Tiflis-París-Tiflis" (1980).

## Muerte
El 8 de abril de 2018, las condiciones de salud de Abashidze empeoraron y fue enviada al hospital después de sufrir un derrame cerebral: fue declarada muerta al llegar, la causa de la muerte se dictaminó como un derrame cerebral isquémico.

## Legacy and Impact
Leila Abashidze dejó una huella imborrable en el cine georgiano y soviético, siendo reconocida como una de las actrices más queridas de la región. Su capacidad para adaptarse con fluidez a diversos papeles, desde comedias románticas hasta interpretaciones dramáticas, la consolidó como figura icónica tanto del cine georgiano como del soviético. Su perdurable popularidad y versatilidad siguen inspirando e influyendo a actores y cineastas de Georgia y del extranjero.

## Filmografía
- Kajana (1941)
- Golden Path (1945)
- Cradle of Poet (1947)
- Keto and Kote (1948)
- Spring in Sakeni (1951)
- They Came from Mountains (1954)
- The Dragonfly (1954)
- Our Courtyard (1956)
- The Scrapper (1956)
- Where is Your Happiness Mzia? (1959)
- Maia Tskneteli (1959)
- I Shall Dance (1963)
- Khevisberi Gocha (1964)
- Wreck (1965)
- Meeting Past (1966)
- Meeting in Mountains (1966)
- Anticipation (1969)
- The Right Hand of the Grand Master (Episode One) (1969)
- The Right Hand of the Grand Master (Episode Two) (1970)
- Walking in Tbilisi (1976)
- Cinema (1977)
- Tbilisi-Paris-Tbilisi (1980)
- Commotion (1986)
- Zvaraki (1990)